# Klaus Schnellenkamp
Klaus Schnellenkamp Witthahn (Colonia Dignidad, 24 de diciembre de 1972) es un autor germano-chileno que escribe libros en idioma alemán. Nacido y criado en Villa Baviera (excolonia Dignidad), el relato de su huida de dicha institución a Alemania en diciembre de 2005 le hizo popular.

## Biografía
Los padres de Schnellenkamp son los cofundadores de Colonia Dignidad, Kurt Schnellenkamp Nelaimischkies (1927-2017) y Elisabeth Witthahn Krüger (1936-2009). Ellos habían seguido en 1961 al jefe sectario Paul Schäfer a Chile para fundar allí Colonia Dignidad.
Intentó fugarse de la secta varias veces en su vida; La primera ocurrió cuando tenía doce años. No supo quienes eran sus padres hasta que tenía diecisiete años, la misma edad en la cual se le informó que tenía seis hermanos. En 1990, le escribió una carta a Paul Schäfer, el líder de la Colonia, en un intento de ganarse su confianza. Esta carta fue hecha pública por la Colonia durante sus procesos judiciales. Desde ahí, trabajó como asistente de la gerencia de la secta, por lo cual llegó a tener información íntima de como funcionaba su régimen. 
Se escapó de Colonia Dignidad el 18 de diciembre de 2005, siendo protegido por un equipo de televisión alemana, ZDF.Desde entonces, reside en Múnich. Debido a su trabajo exponiendo a la secta, ha sido víctima de varios intentos de asesinato.
En 2006 su padre, Kurt Schnellenkamp, fue condenado a cinco años de prisión por integrarse a la asociación ilícita de Colonia Dignidad y otros cinco años por su participación en abusos sexuales, los cuales sirvió en la Cárcel de Alta Seguridad de Santiago antes de fugarse. Tras ser recapturado, falleció dentro de prisión.